# Abierto Mexicano Telcel 2021
Abierto Mexicano Telcel 2021 — тенісний турнір, що проходив на кортах з твердим покриттям у місті Акапулько, Мексика з 15 до 21 березня. Належав до категорії ATP 500.

## Фінальна частина

### Одиночний розряд
Александр Зверєв —  Стефанос Ціціпас 6–4, 7–6(7–3)

### Парний розряд
Кен Скупскі /  Ніл Скупскі —  Марсель Гранольєрс /  Орасіо Себальйос 7–6(7–3), 6–4